# Громадський Євгеній Олегович
Євгеній Олегович Громадський (нар. 17 червня 2000 — український військовослужбовець, майор Національної гвардії України, учасник російсько-української війни, що відзначився у ході російського вторгнення в Україну. Герой України (2022).

## Життєпис
Народився 17 червня 2000 року в місті Чугуєві Харківської області, закінчив там школу. У школі захоплювався туризмом, альпінізмом, брав участь у змаганнях із боїв без правил. Особливо цікавився військовою справою. Представник сьомого покоління військових у родині. Його батько Олег Громадський — почесний громадянин Харкова, полковник у відставці, колишній командир 16-го окремого мотопіхотного батальйону 58 ОМПБр.
2021 року закінчив Національну академію Національної гвардії України.

### Російське вторгнення 2022 року
24 лютого 2022 року, в перший день масштабного вторгнення Росії до України, лейтенант Євгеній Громадський командував взводом 3 БрОП, тримав оборону на північно-східних околицях Харкова. Йому на допомогу із групою добровольців прибув батько, полковник запасу Олег Громадський, і протягом дня вони разом тримали оборону. Під час відходу батько, який намагався на власному джипі евакуювати залишки зброї та боєкомплекту, загинув внаслідок ворожого обстрілу.
Взвод Євгенія, що складався переважно з військовослужбовців строкової служби, у перший день вторгнення знищив ворожу колону на окружній дорозі біля Харкова.
У травні 2022-го на одному із завдань дістав осколкове поранення в обличчя, проте вже за 10 діб повернувся із госпиталя на фронт. 
Влітку 2022 року, вже у званні старшого лейтенанта, на його прохання був переведений до 92-ї окремої штурмової бригади ЗСУ, де раніше проходив службу його загиблий батько Олег В'ячеславович. Командував розвідувальним взводом, відомим у ЗМІ як «Бешкетники Сірка». 
Потому Євгеній повернувся до лав Національної гвардії України, очоливши розвідувальну роту бригади «Хартія».
19 січня 2024 року під час церемонії у Маріїнському палаці Президент України Володимир Зеленський вручив 30 сертифікатів на отримання квартир військовослужбовцям Сил оборони, яким присвоєно звання Героя України, та родинам полеглих Героїв; один із сертифікатів було вручено капітану Євгенію Громадському. 
У червні 2025 року в Києві затримали 33-річного чоловіка, який на замовлення російських спецслужб скоїв підпал камуфльованого автомобіля «Ford Ranger» Героя України Є. Громадського.

## Нагороди
- звання «Герой України» з врученням ордена «Золота Зірка» (2022) — за особисту мужність і героїзм, виявлені у захисті державного суверенітету та територіальної цілісності України, вірність військовій присязі[7]
- орден Івана Сірка ІІІ ступеня [джерело?]
- орден «За оборону Харкова»

## Військові звання
- майор (2024)
- капітан (2023)
- старший лейтенант (2022)
- лейтенант (2021)
- солдат (на посаді курсанта, 2017)

### Інтерв'ю
- "Якщо впаде Харків, впаде вся Україна". Репортаж з лінії фронту. BBC NEWS. Україна (укр.). 12 березня 2022. Архів оригіналу за 26 березня 2022. Процитовано 26 березня 2022.